# Hugo XII de Lusinhão
Hugo XII de Lusinhão, Hugo VII de La Marche ou Hugo III de Angolema ou Hugo XII & VII & III de Lusinhão (c. 1235/1240 – após 25 de Agosto de 1270) é o sucessor de seu pai Hugo XI como Senhor de Lusinhão, de Couhe e de Peyrat, Conde de La Marche e Conde de Angolema a partir de Abril de 1250.
Casou-se entre 29 de Janeiro de 1253-1254 com Jeanne de Fougères (m. após 1273), filha de Raúl III de Fougères, Senhor de Fougères, e de Isabel de Craon. Tiveram sete filhos:
- Hugo XIII;
- Guido de Lusinhão, Conde de Angolema;
- Iolanda de Lusinhão
- Joana de Lusinhão
- Maria de Lusinhão (m. após 1312), casou em 1288 com Etienne II, Conde de Sancerre;
- Isabel de Lusinhão, casou com João de Vesci;
- um filho de Lusinhão, morto muito jovem.

## Morte
Hugo faleceu em 1270 em Cruzada com o Rei Luís IX de França. O seu filho mais velho, Hugo XIII de Lusinhão, sucedeu-lhe.
| Precedido por Hugo XI | Senhor de Lusinhão Conde de La Marche Conde de Angolema 1250-1270 | Sucedido por Hugo XIII |